# Heinz Paul
Heinz Paul, eigentlich Heinrich Egid Robert Paul (* 13. August 1893 in München; † 14. März 1983 in Karlsfeld-Rotschwaige), war ein deutscher Filmregisseur und Produzent.

## Leben
Heinz Paul begann seine Filmlaufbahn vermutlich 1920 bei der Berliner Terra Film, wo er in Filmen, deren weibliche Hauptrolle Hella Moja spielte, Regie führte bzw. die Produktion leitete. Von da an arbeitete Paul häufig mit seiner späteren Ehefrau zusammen, die von 1926 an immer wieder auch die Drehbücher zu seinen Filmen schrieb, beispielsweise zum Film Student sein, wenn die Veilchen blühen.
Heinz Paul, der im Ersten Weltkrieg Oberleutnant gewesen war, hatte bereits in der Stummfilmzeit mit U 9 Weddigen und Drei Tage auf Leben und Tod Kriegsfilme inszeniert. Nach der Einführung des Tonfilms entstanden zwei halbdokumentarische Spielfilme – Die Somme (1930) und Douaumont (1931) –, die den Veteranen und Gefallenen zweiter Schlachten des Ersten Weltkrieges gewidmet waren. Es folgten rein fiktionale Kriegsfilme wie Die andere Seite (1931), in dem Wolfgang Liebeneiner einen jungen britischen Leutnant spielt, der von den Schrecken des Weltkrieges zermürbt wird. Ein Film, der die menschlichen Nöte der ehemaligen Kriegsgegner zeigte, war in der Zwischenkriegszeit in Deutschland durchaus ungewöhnlich. Der nächste Film – Tannenberg (1932) – handelt von einem ostpreußischen Rittmeister (Hans Stüwe), der beim Näherrücken der russischen Front den Befehl erhält, seinen eigenen Gutshof zu beschießen. Der Abenteuerfilm Trenck (1932) zeigt Szenen aus dem Leben des preußischen Offiziers, der in der Zeit der Schlesischen Kriege eine Liebesaffäre mit der Schwester Friedrichs II. hatte.
Nach der „Machtergreifung“ der Nationalsozialisten wurde Paul 1933 Mitglied der NS-Betriebszellen-Organisation deutschstämmiger Filmregisseure. Der erste Film, bei dem Heinz Paul anschließend Regie führte, war das Historiendrama Wilhelm Tell, das in den Studios der politisch weit rechts stehenden Terra-Film AG aus einem Schweizer Freiheitsstück in einen NS-Propagandafilm umgewandelt wurde. Die Hauptrollen spielten Hans Marr, Conrad Veidt und Friedrich Ettel. In der Rolle von Tells Frau war Emmy Sonnemann, die spätere Ehefrau von Hermann Göring, zu sehen. Auch der Militärschwank Die vier Musketiere (1934), der von der Filmprüfstelle das Prädikat „Volksbildend“ erhielt, wurde wegen seiner vaterländischen Töne nach 1945 als Propagandafilm eingestuft. Pauls Jugendfilm Wunder des Fliegens (1934/35) erhielt das Prädikat „Staatspolitisch wertvoll“. Der Film handelte von einem Siebzehnjährigen (Jürgen Ohlsen), der sich durch die Bekanntschaft mit Ernst Udet den Traum vom Fliegen erfüllen kann. Obwohl der Film keine direkte NS-Propaganda enthielt, war er Teil der Werbestrategie, mit der Jugendliche für ihren Einsatz im geplanten Eroberungskrieg begeistert werden sollten. 1935 gründete Heinz Paul sein eigenes Produktionsunternehmen, die Paul-Filmproduktion KG Berlin, die bis 1936 drei Komödien hervorbrachte.
Für die Terra Film AG drehte Heinz Paul 1937/38 seinen vierten und letzten NS-Propagandafilm, den Marinefilm Kameraden auf See, der eine Gruppe junger Offiziere zeigt, die im Spanischen Bürgerkrieg während ihrer Ausbildung vor der spanischen Küste in Auseinandersetzungen mit Kommunisten geraten. Die Hauptrollen in diesem Film, der als Vorbehaltsfilm dem Publikum heute nur eingeschränkt zugänglich ist, spielten Paul Wagner und Jaspar von Oertzen. Nachdem Heinz Paul zwischendurch bei einigen belanglosen Filmlustspielen Regie geführt und sich zeitweilig auch ganz aus dem Filmgeschäft zurückgezogen hatte, wechselte er erneut das Genre und drehte mit Schicksal am Strom (1944) erstmals einen ernsten Liebesfilm. Die Hauptdarsteller dieses Films, dessen Handlung im Elbschiffermilieu angesiedelt war, waren Karin Hardt und Ernst von Klipstein.
Schicksal am Strom war Heinz Pauls letzter Film vor dem Ende des Zweiten Weltkriegs. Seine einzige Regiearbeit in den folgenden zehn Jahren war das Lustspiel Glück aus Ohio, das Paul 1950 für die kleine Münchner Merkur-Film GmbH inszenierte. Erst 1954 gelang ihm mit dem Kriegsfilm Unternehmen Edelweiß ein Comeback. Der mit Joachim Mock und Albert Hehn in den Hauptrollen besetzte Film spielte zur Zeit des Zweiten Weltkriegs in den Bergen des von der deutschen Wehrmacht besetzten Norwegen, wo gegnerische Soldaten vor der Entscheidung stehen, ob es ihre menschliche Pflicht ist, sich gegenseitig das Leben zu retten. Bis 1963 inszenierte Heinz Paul mit seinem eigenen Unternehmen – der H. P.-Filmproduktion GmbH – sechs weitere Filme, die unterschiedlichsten zeittypischen Genres angehörten.
Heinz Pauls Grabstätte befindet sich auf dem Münchner Nordfriedhof.

## Filmografie
Regie, wenn nicht anders angegeben:
- 1920: Gräfin Walewska – Produktionsleitung
- 1920: Die Tänzerin von Tanagra
- 1922: Felicitas Grolandin – Produktionsleitung
- 1922: Das schöne Mädel – Produktionsleitung
- 1925: Die Straße des Vergessens
- 1925: Des Lebens Würfelspiel – Regie, Drehbuch
- 1926: Die Warenhausprinzessin
- 1927: U 9 Weddigen
- 1927: Der falsche Prinz – Regie, Drehbuch
- 1928: Das Karussell des Todes – Regie, Drehbuch
- 1928: Der Scheidungsanwalt (Die Frau von gestern und morgen)
- 1928: Der Mitternachtswalzer
- 1929: Drei Tage auf Leben und Tod
- 1930: Der Liebesmarkt
- 1930: Student sein, wenn die Veilchen blühen
- 1931: Schatten der Manege
- 1930: Namensheirat. Diskretion Ehrensache
- 1930: Die Somme. Das Grab der Millionen
- 1931: Douaumont. Die Hölle von Verdun
- 1931: Die andere Seite
- 1932: Tannenberg – Regie, Drehbuch
- 1932: Trenck – Regie, Drehbuch
- 1932: Marschall Vorwärts
- 1933: Das Schloß im Süden/Château de rêve – Herstellungsleitung
- 1934: Wilhelm Tell – Regie, Drehbuch
- 1934: Die vier Musketiere – Regie, Herstellungsleitung, Drehbuch
- 1935: Wunder des Fliegens – Regie, Drehbuch
- 1935: Unsterbliche Melodien
- 1936: Paul und Pauline – Produktionsgesellschaft
- 1936: Hilde und die 4 PS – Produktionsgesellschaft
- 1936: Die Unbekannte – Produktionsgesellschaft
- 1936: Das Hermännchen. Nee, nee, was es nich’ alles gibt
- 1937: Hahn im Korb
- 1938: Kameraden auf See
- 1940: Tip auf Amalia
- 1941: Rügen (Kurz-Dokumentarfilm)
- 1944: Komm' zu mir zurück!
- 1944: Schicksal am Strom
- 1950: Glück aus Ohio
- 1954: Unternehmen Edelweiß
- 1956: Wo der Wildbach rauscht
- 1956: Heiraten verboten – Regie, Produzent
- 1959: Hula-Hopp, Conny – Regie, Produzent, Drehbuch
- 1958: Der Elefant im Porzellanladen
- 1960: Orientalische Nächte – Regie, Produzent
- 1963: Wie schön bist Du… – Dokumentarfilm, Regie, Produzent